# Andesarassari
De andesarassari (Aulacorhynchus albivitta) is een vogel uit de familie Ramphastidae (toekans).

## Verspreiding en leefgebied
Deze soort komt voor in oostelijk, centraal en westelijk Colombia, westelijk Venezuela en oostelijk Ecuador en telt vier ondersoorten:
- A. a. albivitta: oostelijk en centraal Colombia, westelijk Venezuela en oostelijk Ecuador.
- A. a. phaeolaemus: westelijk Colombia.
- A. a. lautus (Santa-Marta-arassari): noordelijk Colombia.
- A. a. griseigularis (grijskeelarassari): centraal en westelijk Colombia.